# Championnat de Lituanie de football 2020
Navigation
A Lyga 2019 A Lyga 2021
La saison 2020 du championnat de Lituanie de football est la 31e édition de la première division lituanienne. Six équipes prennent part à la compétition cette année-là. Les équipes s'affrontent les unes les autres à quatre reprises, deux fois à domicile et deux fois à l'extérieur.
Trois places européennes sont mises en jeu en championnat en début d'exercice, le champion se qualifiant pour le premier tour de qualification de la Ligue des champions 2021-2022 tandis que le deuxième et le troisième prennent part au premier tour de qualification de la Ligue Europa Conférence 2021-2022. Une quatrième place pour cette dernière compétition est également attribuée par le biais de la Coupe de Lituanie 2020. Si le vainqueur de la coupe est déjà qualifié en compétition européenne par un autre biais, sa place est alors réattribuée au championnat.
Le 12 mars, le championnat est arrêté pour deux semaines en raison de la pandémie de Covid-19, alors qu'une seule journée s'est disputée. Le championnat ne reprend finalement que le 30 mai 2020.
Le Žalgiris Vilnius remporte le championnat en s'imposant lors de la dernière journée contre le Sūduva Marijampolė.

## Équipes participantes
Durant l'intersaison, l'Atlantas Klaipėda est rétrogradé en troisième division en raison d'une affaire de matchs truqués, de même pour le FK Palanga, qui avait été relégué à l'issue du barrage face au Banga Gargždai à la fin de la saison précédente. Couplés à la disparition du Stumbras Kaunas à l'été 2019, seules six équipes prennent ainsi part à la saison 2020, malgré trois autres candidatures de clubs de deuxième division, incluant le champion en titre Džiugas Telšiai, qui ne parviennent pas à remplir les critères nécessaires à l'obtention d'une licence. De ce fait, les quatre premiers de deuxième division seront potentiellement promus en fin de saison tandis que les qualifications européennes ne sont pas affectées.
Légende des couleurs
- Premier tour de qualification de la Ligue des champions 2020-2021
- Premier tour de qualification de la Ligue Europa 2020-2021
- Promu de deuxième division 2019

| Club              | Présent depuis | Classement 2019 |
| ----------------- | -------------- | --------------- |
| FK Sūduva         | 2002           | 1er             |
| FK Žalgiris       | 2010           | 2e              |
| FK Riteriai       | 2014           | 3e              |
| FK Kauno Žalgiris | 2015           | 4e              |
| FK Panevėžys      | 2019           | 5e              |
| FK Banga          | 2020           | 2e (D2)         |

## Règlement
Le classement est établi suivant le barème de points classique, une victoire valant trois points, un match nul un seul et une défaite aucun.
En cas d'égalité de points, les équipes concernées sont dans un premier temps départagées sur la base des résultats en confrontations directes (points, différence de buts, buts marqués, victoires remportées), suivi de la différence de buts générale, puis du nombre de buts marqués, et enfin du nombre de victoires remportées.

## Classement
| Rang | Équipe            | Pts | J  | G  | N | P  | Bp | Bc | Diff |
| ---- | ----------------- | --- | -- | -- | - | -- | -- | -- | ---- |
| 1    | FK Žalgiris       | 45  | 20 | 14 | 3 | 3  | 42 | 14 | +28  |
| 2    | FK Sūduva T       | 43  | 20 | 13 | 4 | 3  | 32 | 18 | +14  |
| 3    | FK Kauno Žalgiris | 38  | 20 | 12 | 2 | 6  | 30 | 18 | +12  |
| 4    | FK Banga P        | 16  | 20 | 3  | 7 | 10 | 16 | 30 | -14  |
| 5    | FK Panevėžys C    | 12  | 20 | 2  | 6 | 12 | 19 | 38 | -19  |
| 6    | FK Riteriai       | 12  | 20 | 2  | 6 | 12 | 17 | 38 | -21  |

|  | Qualification pour le premier tour de qualification de la Ligue des champions 2021-2022      |
|  | Qualification pour le deuxième tour de qualification de la Ligue Europa Conférence 2021-2022 |
|  | Qualification pour le premier tour de qualification de la Ligue Europa Conférence 2021-2022  |
|  | T : Tenant du titre C : Vainqueur de la Coupe de Lituanie P : Promu de deuxième division     |